# نورمان كوهن
نورمان كوهن (بالإنجليزية: Norman Cohen)‏ هو مخرج أيرلندي، ولد في 11 يونيو 1936 في دبلن في جمهورية أيرلندا، وتوفي في 26 أكتوبر 1983 في فان نويس في الولايات المتحدة.

## وصلات خارجية
- نورمان كوهن على موقع IMDb (الإنجليزية)
- نورمان كوهن على موقع ألو سيني (الفرنسية)
- نورمان كوهن على موقع ميوزك برينز (الإنجليزية)
- نورمان كوهن على موقع أول موفي (الإنجليزية)
- نورمان كوهن على موقع قاعدة بيانات الأفلام السويدية (السويدية)
- نورمان كوهن على موقع قاعدة بيانات الفيلم (الإنجليزية)
- نورمان كوهن على موقع كينوبويسك (الروسية)